# Mélesville
Mélesville, eigentlich Anne-Honoré-Joseph Duveyrier (* 13. Dezember 1787 in Paris; † 7. November 1865 in Marly-le-Roi, Département Yvelines) war ein französischer Dramatiker und Jurist.

## Leben
Mélesville war ein Sohn des Schriftstellers Honoré-Nicolas-Marie Duveyrier und dessen Ehefrau Adélaïde Marie Lespardat; sein Halbbruder war Charles Duveyrier.
Mélesville studierte an der Sorbonne Rechtswissenschaften und arbeitete nach dem Abschluss einige Zeit als Jurist. Bereits während seines Studiums verfasste er kleinere Werke, und 1811 konnte er mit seinem Stück L'oncle rival sehr erfolgreich debütieren. Als er diesen Erfolg wiederholen konnte, gab er 1814 seinen Brotberuf auf und widmete sich der Schriftstellerei.
Mélesville starb fünf Wochen vor seinem 78. Geburtstag am 7. November 1865 in Marly-le-Roi und fand auf dem Friedhof Père-Lachaise (Div. 35) seine letzte Ruhestätte.

## Rezeption
Da das Verfassen von Theaterstücken nicht sehr angesehen war, publizierte Duveyrier aus Rücksicht auf seine Familie unter einem Pseudonym. Sein Œuvre umfasst beinahe 350 Titel und spannt den Bogen von Vaudevilles und Komödien bis hin zu ernsten Dramen und Melodramas.
Sehr viele seiner Theaterstücke entstanden in Zusammenarbeit mit Kollegen, wie Jean-François Bayard, Nicolas Brazier, Pierre Carmouche, Théophile Marion Dumersan, Léon Laya, Antoine-François Varner und Emmanuel Théaulon. Eine seiner Werke, welche er zusammen mit Charles-Gaspard Delestre-Poirson und Eugène Scribe verfasste, erschienen unter dem Kollektivpseudonym Amédée de Saint-Marc. Für die Komponisten Adolphe Adam und Daniel-François-Esprit Auber schrieb Mélesville einige Libretti.

## Werke (Auswahl)
- Le bourgmestre de Saardam ou les deux Pierre. Comédie en 3 actes. Paris 1818 (zusammen mit Jean Toussaint Merle; Musik von Nicolas Albert Schaffner; Ballett von Jean-Baptiste Blanche)[1]
- Le confident. Vaudeville en 1 acte. Paris 1823 (zusammen mit Eugène Scribe)[2]
- Le vieux mari. Comédie-vaudeville en deux actes. Paris 1828.[3]
- Les memoires d’un colonel de hussards. Comédie en 1 acte. Paris 1831.[4]
- La meunière de Marly. Vaudeville-comédie en 1 acte. Paris 1840
  - Die schöne Müllerin. Lustspiel. Leipzig 1885
- Deux-Ânes. Vaudeville en un acte. Paris 1842 (zusammen mit Pierre Carmouche).[5]
- Sarah, oder: Die Waise von Glencoe. Romantische Oper in 2 Akten. Musik: Wilhelm Telle, Leipzig 1845
- Le Sopha. Conte phantastique en trois actes. Paris 1850 (zusammen mit Eugène Labiche und Charles Desnoyer).[6]
- Le portrait vivant.
  - Das lebende Portrait. Lustspiel in drei Aufzügen. Wien 1850 (übersetzt von Ignaz Franz Castelli).
- Elle est folle. Paris
  - Sie ist wahnsinnig. Drama in zwei Akten. Bloch, Berlin 1867.
- Le coucher du soleil. Paris
  - Nach Sonnenuntergang. Lustspiel in einem Aufzug. Reclam, Leipzig 1880 (übersetzt von Louis Angely).
- Le lac des fées. Paris (zusammen mit Eugène Scribe; Musik von D. E. F. Auber).
  - Der Feensee. Große romantische Oper mit Tanz in fünf Aufzügen. Mode, Berlin 1879.
- Le secretaire et le cuisinier. Paris
  - Der Secretair und der Koch. Lustspiel in einem Aufzug. Reclam, Leipzig 1880 (Übersetzt von Carl Blum).
- La chatte métamorphosée en femme. Paris 1828 (zusammen mit Eugène Scribe).[7]
  - Die verwandelte Katze. Liederspiel in einem Akt. Berlin 1902.
- L’oncle rival. Vaudeville en un acte. Paris 1830.[8]
- Der Onkel als Nebenbuhler. Lustspiel in einem Aufzug. Hayn, Berlin 1835.